# Better Man (Robbie Williams)
Better Man è un brano di Robbie Williams, ultimo singolo estratto dal suo fortunato terzo album Sing When You're Winning negli ultimi periodi del 2001. È stato pubblicato solo in Australia, Nuova Zelanda ed America Latina, paese per il quale Williams ha registrato una versione del brano in lingua spagnola dal titolo Ser Mejor.

## Tracce
1. Better Man – 3:22
2. My Way (Live) – 4:36
3. Rolling Stone – 3:43
4. Toxic – 3:51
5. Let Love Be Your Energy (Enhanced Video and Photo Gallery)

## Classifiche
| Classifica (2001) | Posizione massima |
| ----------------- | ----------------- |
| Australia         | 6                 |
| Nuova Zelanda     | 4                 |